# Exorhabdus tropicalis
Exorhabdus tropicalis är en skalbaggsart som först beskrevs av Sylvain Auguste de Marseul 1854.  Exorhabdus tropicalis ingår i släktet Exorhabdus och familjen stumpbaggar. Inga underarter finns listade i Catalogue of Life.